# The Legend of Zelda: Spirit Tracks
| Recensioner     | Recensioner     |
| Recensionsbetyg | Recensionsbetyg |
| Publikation     | Betyg           |
| --------------- | --------------- |
| Gamespot        | [ 2 ]           |
| Gamespy         | [ 3 ]           |
| IGN             | [ 4 ]           |

The Legend of Zelda: Spirit Tracks (förkortat ST) är Nintendos andra The Legend of Zelda-spel till Nintendo DS. Spelet presenterades den 25 mars 2009 av Satoru Iwata på 2009 års Game Developers Conference. Handlingen utspelar sig ett sekel efter handlingen i The Legend of Zelda: Phantom Hourglass. Spelets grafik är liknande den som användes i The Legend of Zelda: Phantom Hourglass och i spelet tar sig Link runt med hjälp av ett ånglok.

## Handling
Spirit Tracks äger rum flera decennier efter Phantom Hourglass. Spelet utspelar sig på den plats som Link och Tetra beger sig mot i slutet av The Wind Waker (och kommer fram till efter Phantom Hourglass). Link arbetar som lärling ombord på ett ånglok, då han får ett meddelande av prinsessan Zelda. Hon varnar honom för Chancellor Cole, men upplyser även honom om att Spirit Tracks (järnvägsspår som används för transportering) har börjat försvinna spårlöst. Järnvägsspåren är mer än bara spår, då de håller en gömd ondska i fångenskap i underjorden.
Längre fram i handlingen blir Link och Zelda attackerade av den numera onde Chancellor Cole. Han lyckas slå Zelda medvetslös och fånga in henne. Dock undkommer hennes ande från hennes kropp och tillsammans med Link så är hon bestämd att få tillbaka Spirit Tracks, hitta sin kropp och stoppa Cole.